# ドブリ・ジュロフ
ドブリ・ジュロフ（Добри Джуров；1916年1月5日 - 2002年6月17日）は、ブルガリアの政治家、軍人。上級大将。ブルガリア人民共和国英雄。1962年から1990年まで国防相を務めた。

## 生涯
ヴラベヴォ村（現ロヴェチ州トロヤン）出身。中学生時代、労働青年同盟に入り、革命運動に加わった。1937年に逮捕され、禁固1年を言い渡された。釈放後、紡績工場で働く。1938年からブルガリア共産党員。1939年～1940年、軍に召集され、軍内で共産主義のプロパガンダを続けた。除隊後、ソフィアの企業で革命活動に従事した。
1941年4月、軍に再召集されて、フラキア占領軍に送られ、ギリシアの共産主義者と接触を確立した。独ソ戦勃発後、ジュロフの発議により連隊内にブルガリア労働党の戦闘組織が創設された。1941年12月ソフィアに戻る。1942年4月、逮捕され脱走。連隊内の党組織崩壊後、軍法会議により死刑を言い渡された。
1942年5月、党中央委員会の指示により、ジュロフはパルチザン支隊（後に旅団に拡大）を創設し、その委員、後に指揮官となった。1944年の九月人民武装蜂起中、ジュロフ指揮下の旅団は、北ブルガリアからソフィアへの政府軍増援の移動を阻止した。1944年9月9日、祖国戦線政府の樹立と共に、ジュロフはソフィア州民警局長に任命された。
1947年、ソ連のM.V.フルンゼ名称軍事アカデミー卒業後、師団を指揮し、軍参謀長、軍司令官を務めた。1956年から国防次官。1959年、ソ連軍参謀本部軍事アカデミーを卒業。1962年3月から国防相。
1958年のブルガリア共産党第7回大会において中央委員会委員候補、1962年の第8回大会において中央委員会委員に選出された。1974年からブルガリア共産党中央委員会政治局員候補。第4期～第6期人民議会代議員。
東欧各国の民主化が進み、ブルガリア共産党の政治局内でも長期政権に居座る独裁者トドル・ジフコフ書記長（国家評議会議長）に対する反発が強まってきた1989年11月、ジュロフは政治局員のヨルダン・ヨトフ・党書記でソ連とパイプを持つディミタル・スタニシェフと共にジフコフに退陣を要求、ジフコフは抵抗を示したもののついに折れ、11月9日に退陣を表明した。